# Radiogalaxie

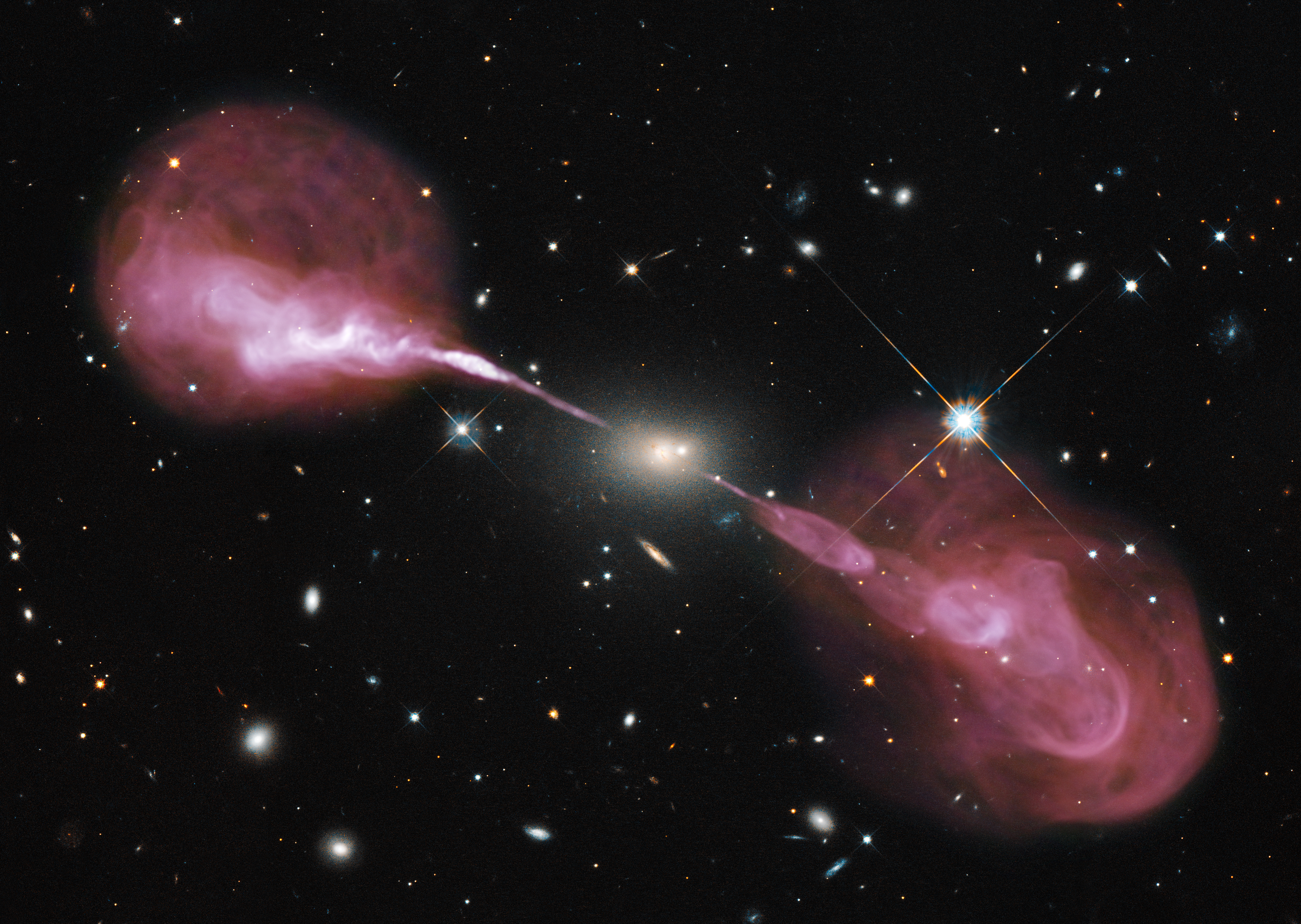
Die Radiogalaxie Hercules A in einer kombinierten Aufnahme im sichtbaren Spektrum (Hubble-Weltraumteleskop) und im Radiobereich (VLA)

Eine Radiogalaxie, ähnlich den radio-lauten Quasaren und Blazaren, ist eine aktive Galaxie, deren außergewöhnlich starke Kontinuums-Synchrotronstrahlung im Radiowellenbereich beobachtet werden kann.
Die beobachtete Radioemission entsteht hierbei durch die Wechselwirkung zwischen den Doppel-Materiestrahlen (engl. Jets) eines aktiven galaktischen Kerns und dem intergalaktischen Medium, wobei sie nahe dem aktiven galaktischen Kern durch relativistisches Beaming modifiziert werden kann.
Im Allgemeinen entstehen somit Emissionsgebiete, die weit über die eigentliche Ausdehnung der Galaxie in das umgebende Medium hinausreichen können. Die Galaxie muss aufgrund der zeitlichen Verzögerung der Wechselwirkung nicht gezwungenermaßen noch als aktive Galaxie beobachtbar sein. Fast ausschließlich handelt es sich jedoch um eine massereiche elliptische Galaxie.
Trotz ihrer extragalaktischen Entfernung gehören manche Radiogalaxien zu den scheinbar hellsten und zuerst entdeckten Radioquellen am Himmel, die nach dem Sternbild benannt sind, in dem sie gefunden wurden. Beispiele sind Virgo A und Cygnus A. Die uns nächste Radiogalaxie ist Centaurus A am Südhimmel.
Da die helleren Vertreter der Radiogalaxien bis hin zu hohen Distanzen sichtbar sind, stellen sie ein wertvolles Werkzeug der Kosmologie dar. Lange waren sie die einzigen der genauen Beobachtung zugänglichen Galaxien im fernen Universum (Rotverschiebungen größer eins). Zudem wird anders als bei Quasaren die Galaxie im sichtbaren Licht nicht durch ihren Kern überstrahlt.
In jüngerer Zeit wurde zunehmender Aufwand betrieben, um zu verstehen, wie Radiogalaxien ihre Umgebung beeinflussen und selbst durch diese beeinflusst werden. So ist z. B. der Ausstrom von Radiogalaxien in Galaxienhaufen und das damit verbundene Aufheizen des umgebenden Gases ein wichtiger Rückkopplungsmechanismus, um den Zustrom an kühlem Gas in deren Zentrum und damit auch allgemein die Sternentstehungsrate in den zentralen Galaxien zu unterdrücken.
Die Emission von Radiogalaxien kann dazu genutzt werden, um das intergalaktische Magnetfeld zu bestimmen, das vom Materiewind in den Raum getragen wird. Dazu sind Annahmen über die Elektronendichte, also die Dichte des umgebenden Mediums, notwendig.

## Erscheinungsbild
Die Radiostrahlung vieler Radiogalaxien kommt aus zwei meist symmetrisch zum Kern angeordneten Emissionsgebieten (engl. Radiolobes), die mit Ausdehnungen bis zu mehreren Megaparsec wesentlich größer als die sichtbare Galaxie sind. Bisweilen sind dünne Materiestrahlen (engl. Jets) erkennbar, die diese Regionen mit dem Galaxienkern verbinden. Energiequelle von Radiogalaxien ist ein supermassereiches Schwarzes Loch im Galaxienkern, das einerseits Materie aufsaugt, aber auch in seiner Nähe ionisierte Materie auf Geschwindigkeiten nahe der Lichtgeschwindigkeit beschleunigt, Magnetfelder verstärkt und Materiestrahlen aussendet. Sowohl in den Materiestrahlen als auch in den Gebieten, in denen sie auf das intergalaktische Medium auftreffen, ist die beobachtete Radiostrahlung Synchrotronstrahlung.
In der meist englischsprachigen Wissenschaftsliteratur existiert eine vielfältige Einteilung von Radiogalaxien in unterschiedliche Typen. Am bekanntesten ist die 1974 von Bernie Fanaroff und Julia Riley aufgestellte Einteilung auf der Basis des Verhältnisses der Helligkeit der Radiolobes und des Jets, mittlerweile zu Ehren dieser als FRI (Klasse I) und FRII (Klasse II) bezeichnet.

## Begrifflichkeit
Der Begriff „Radiogalaxie“ wird bisweilen fehlgedeutet, da auch andere Galaxien – vor allem Starburstgalaxien – eine detektierbare Radioemission aufweisen können, aber nicht als Radiogalaxie bezeichnet werden.